# Phare de Men Brial
Phare de Men Brial (bretonisch: Ar Men Brial - bunter Felsen) ist der Name eines 1909 fertiggestellten Leuchtturms im Hafen der Île de Sein im Département Finistère in der Bretagne.
Er ersetzte eine Bake, die sich vorher an der Stelle der Leuchtturms befand. Der zylindrische Turm steht auf einem weiß gestrichenen Sockel.